# Pinsoro
Pinsoro es una localidad del municipio de Ejea de los Caballeros, capital de la comarca aragonesa de las Cinco Villas, a 90 km al noroeste de la ciudad de Zaragoza. Su alcaldía pedánea recae sobre Mariano Malón, de candidatura independiente, desde las elecciones municipales de 2020. Es el pueblo con mayor número de habitantes del municipio después de Ejea de los Caballeros. Tomó su nombre del cercano monte Pinsoro, monte con un solo pino, de 480 m de altitud al pie de las Bardenas Reales.

## Historia

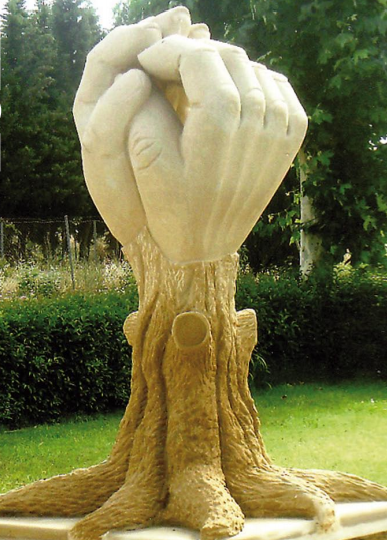
Monumento construido en 2012, con motivo del 50 Aniversario de Pinsoro.

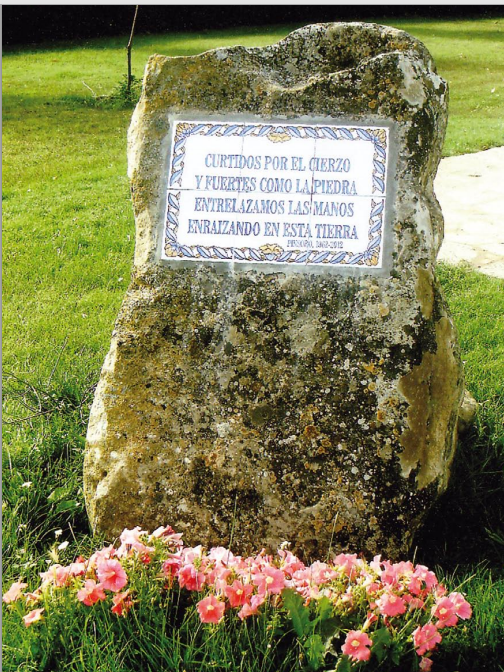
Placa que acompaña al monumento de Pinsoro de 2012.

Pinsoro fue fundado por familias de colonizadores en el año 1962 por un total de 290 colonos. Este pueblo formó parte del plan de colonización de los territorios españoles del Instituto Nacional de Colonización (INC) del Gobierno franquista. Lo que se quería lograr era hacer fértiles las tierras que no eran aprovechadas del gran latifundio de Ejea de los Caballeros, aprovechando para ello las aguas almacenadas en el embalse de Yesa, procediendo de los pueblos inundados por el embalse (Ruesta, Tiermas y Escó) una parte de los colonizadores. Y así se fundaron al igual que Pinsoro los pueblos de Bardenas, Santa Anastasia, El Bayo, El Sabinar y Valareña, todos ellos próximos a Ejea y pertenecientes a su término municipal.
Los años 70 y 80 en Pinsoro fueron años de desarrollo y de nuevas infraestructuras. Aquí hay que destacar la llegada del alumbrado eléctrico y del teléfono en los años 60 y 70 y la creación de nuevos barrios de viviendas e instalaciones lúdicas y deportivas como las piscinas municipales, el frontón y el pabellón polideportivo, en los años 80. 
A principios de los años 90 se hizo una mejora en las infraestructuras de carreteras que llevan a Pinsoro y se modernizaron las líneas de autobús de Ejea y Zaragoza. 
Del año 2000 en adelante, el desarrollo de Pinsoro ha sido sobre todo tecnológico, con la instalación de una red de Internet rural (ZIP) en 2002, una antena de telefonía móvil en 2004 y la llegada de la banda ancha ADSL para Internet en 2006. Otra mejora se ha llevado a cabo en la industria, con la construcción de la planta deshidratadora "Alfalfas de las Bardenas" en 2000. Dicha planta ha provocado polémica en los últimos años debido a que se construyó a 150 metros del complejo deportivo del pueblo, y según la normativa RAMINP esto es ilegal. También se modernizó su campo de fútbol, El Mallacán, en 2003.
El 12 de septiembre de 2009 se celebró la jornada de "La colonización como modelo de sostenibilidad", rememorando la llegada de los primeros colonos en los años 60 y coincidiendo con el 50 aniversario de la fundación de los primeros pueblos de la zona como el Bayo.
En el libro "PINSORO, un pueblo en los riegos de Cinco Villas" editado por la Asociación de Vecinos "Moncayuelo" y escrito por su Sacerdote José Guarc Pérez (desde 1970 a 2009), se puede obtener una visión de primera mano avalada por datos precisos de la historia de Pinsoro, de su creación, sus primeros años, sus problemas y de sus dificultades.
En mayo de 2012, se celebró el 50 Aniversario del pueblo. Con motivo de este acontecimiento, se erigió un monumento dedicado a los primeros colonos, sin los cuales no habría sido posible el mantenimiento y prosperidad de Pinsoro.

## Demografía
Desde el momento de su fundación, Pinsoro experimentó un auge en su demografía pero de 2000 a 2010 Pinsoro ha perdido un 12% de su población empadronada oficialmente, según el INE. Cabe destacar el hecho de que mucha gente no empadronada acude regularmente a Pinsoro sobre todo en días festivos como son fines de semana, fiestas locales, vacaciones estivales... 
En 2007 se edificaron Viviendas de Protección Oficial (VPO) en el barrio Norte del pueblo. Actualmente, está en fase de inicio la construcción de nuevas viviendas de este tipo.

## Clima
Debido a su ubicación geográfica (400 m sobre el nivel del mar y situado en una meseta plana), el clima en Pinsoro es un clima típico del interior de la península ibérica, con bastante frío y humedad entre los meses de octubre a marzo y con mucho calor y sequedad entre los meses de junio a septiembre.

## Economía
Los recursos económicos en Pinsoro se basan en su mayoría en el sector primario, es decir la agricultura y la ganadería. La localidad cuenta con varias granjas de ganado situadas en su periferia y con muchos campos de cultivo e invernaderos. El pueblo también cuenta con la cooperativa agraria "San Mateo", encargada de comercializar los productos de agricultura, ferretería y bricolaje, entre otras actividades. El producto estrella cosechado en Pinsoro es, sin duda, el arroz, exportado comercialmente a todos los puntos de España. 
En industria (sector secundario), el pueblo experimentó un auge económico y de puestos de empleo tras la apertura de la planta deshidratadora de alfalfa "Alfalfas de las Bardenas" en el año 2000, seguida de la polémica antes mencionada.
El sector terciario está presente en los comercios que se reparten por toda la geografía de la localidad: supermercados, carnicerías, sederías, cajas de ahorros, bancos, centro médico...

## Educación y cultura
El pueblo dispone de guardería y escuelas públicas de educación infantil y educación primaria (hasta 6.º de E.P). La educación secundaria obligatoria (ESO) y el bachillerato se estudian en Ejea de los Caballeros. También dispone de una biblioteca pública, ludoteca y de un club de jubilados, además de dos teatros.

## Astronomía
Pinsoro está declarado por organizaciones internacionales como un observatorio terrestre privilegiado. La localidad está ubicada en unas coordenadas geográficas determinadas para observar fenómenos que se conocen en astronomía como ocultaciones asteroidales.

## Fiestas locales

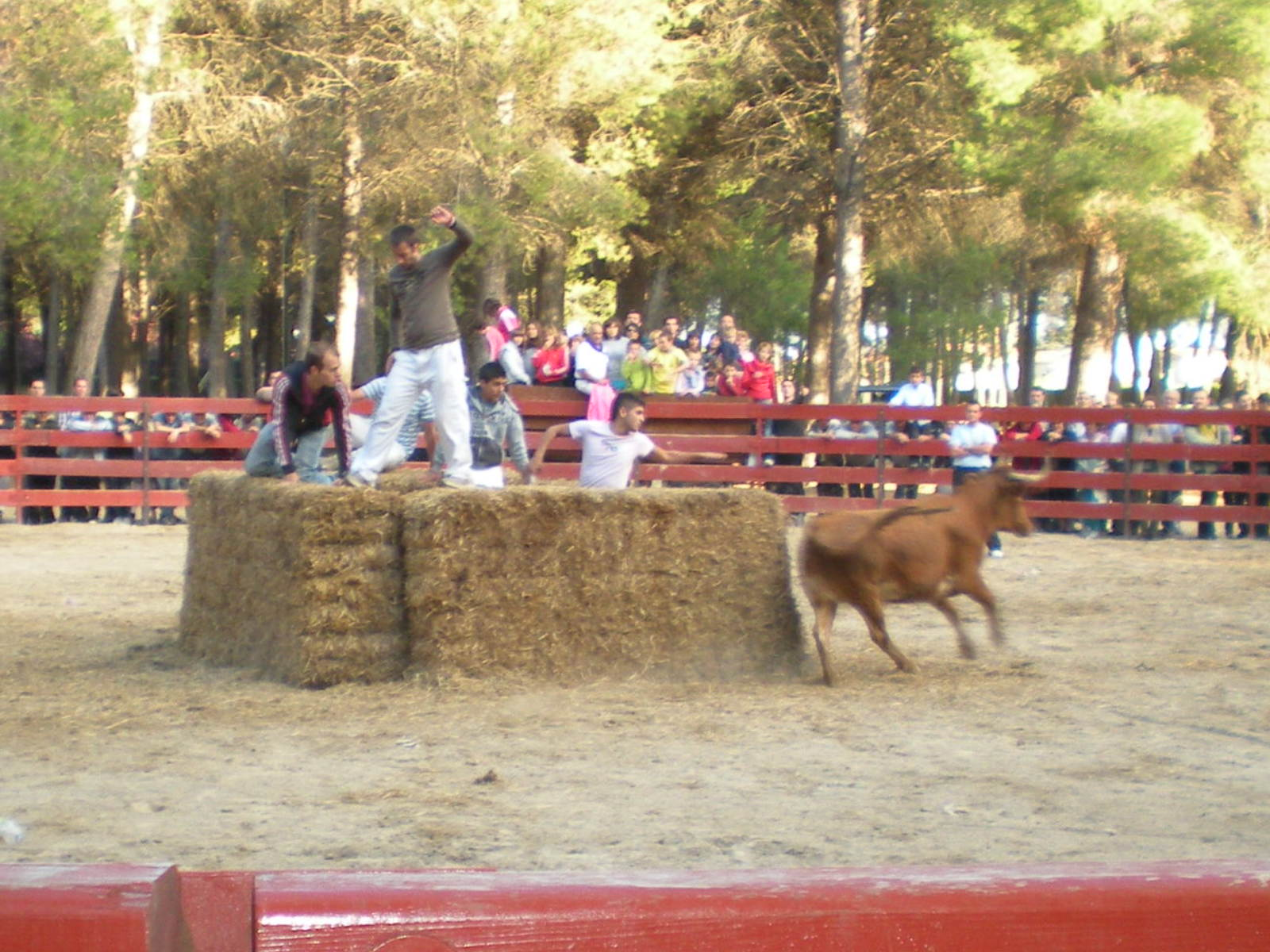
Vaquillas en la plaza de toros. San Mateo 2009

En orden cronológico, las fiestas más destacadas de Pinsoro son:
- Semana cultural en Semana Santa: cine, exposiciones y obras de teatro se alternan con los días festivos de la Semana Santa.

- Fiestas de primavera en honor a San Isidro: en honor al patrón de los labradores, son las segundas fiestas más populares con comidas de vecinos, bailes, orquestas y concursos de todo tipo. Se celebran en torno al 15 de mayo.

- Día de la Asociación: en los primeros días de junio. Con esto, se rememora la llegada de los colonos a Pinsoro en los años 60. Es un día de hermandad en el que la gente almuerza y come en la plaza de las vacas.

- Día de la ermita: es una fiesta religiosa celebrada en la ermita de las Bardenas, a unos kilómetros de Pinsoro. Su celebración suele ser en junio.

- Fiesta de San Juan: en torno al 23 de junio, día de San Juan. Los habitantes hacen hogueras y cenan alrededor de ellas.

- Verano cultural Pinsoro: se realizan actividades de todo tipo a lo largo del verano, destacando actuaciones en las piscinas, bailes, festivales de folclore y cine.

- Fiestas de verano en honor a San Mateo: son las fiestas más importantes de Pinsoro y se celebran la semana en torno al día de San Mateo (21 de septiembre).

- Navidad cultural Pinsoro: con obras de teatro, cine, charlas y eventos deportivos.

- Enganxaus Festival: es un festival de música rock celebrado anualmente. En él, grupos de toda la comarca tocan durante toda una noche. La de 2012 fue la cuarta edición.

## Sitios de interés

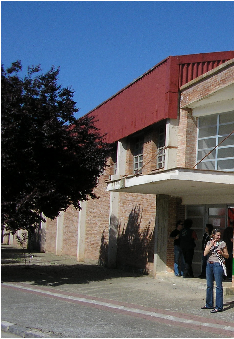
Polideportivo de Pinsoro.

Los lugares a visitar en Pinsoro cuentan con un atractivo relacionado con la naturaleza: 
- El Lagunazo de Moncayuelo: es uno de los principales atractivos turísticos de Pinsoro. Son 17 hectáreas cubiertas de agua en un lugar de unas 40 hectáreas pobladas de gran variedad de árboles: pinos, chopos, sauces, y carrizos, declarada como Z.E.P.A. "Carrizales de Cinco Villas" (Zona de Especial Protección para las Aves); una auténtica reserva faunística de aves acuáticas, considerado, después de la Laguna de Gallocanta, el espacio ecológico más importante de Aragón. Está acondicionado con comedores y sitios habilitados para hacer fuego. Frecuentemente, sus habitantes vienen a este sitio a organizar comidas entre vecinos y la Asociación Silvestre y Cultural el “El Lagunazo” realiza en él actividades sobre naturaleza y medioambiente, así como acciones de limpieza y conservación.

- Campo de fútbol El Mallacán: modernizado en 2003, lugar de juego del Pinsoro Club Deportivo.

- Casa rural El Cierzo: ubicada en el centro del pueblo, dispone de varias habitaciones para sus visitantes, bar-restaurante y un patio interior.

- Iglesia de Pinsoro: situada en la plaza Mayor, junto al Ayuntamiento. Es el edificio histórico más antiguo del pueblo, cuenta con un piso de bancos y con una planta superior a modo de balcón. Desde ella se puede acceder a la Torre de la Iglesia, pero solo bajo permiso expreso de los responsables del lugar.

- El Arco de Pinsoro: Arco de 4 metros de altura construido en piedra. Decora y da la entrada a la plaza Mayor, también de piedra.

- Complejo deportivo: formado por un pabellón polideportivo, un frontón de frontenis, una pista de baloncesto, unos campos de petanca con sombra o sol, las piscinas municipales y el parque infantil. Está al sur del pueblo. Parte de este complejo fue remodelado en 2009.

- Ludoteca: creada en diciembre de 2008. Dispone de instalaciones para los más pequeños y para todas las edades hasta los 18 años.

- Bardenas Reales: paraje natural semidesértico situado a unos 8 km de Pinsoro del que destaca la espectacularidad de sus paisajes que no dejan indiferente a ningún visitante, ni a ningún habitante de las zonas colindantes. Desde el año 2000, es parque natural por decisión de la Organización de las Naciones Unidas para la Educación, la Ciencia y la Cultura (UNESCO), es una de las 26 Reservas de la Biosfera que existen en España. Las Bardenas se dividen en dos zonas principales, la Bardena Negra y la Bardena Blanca. La Bardena Negra recibe el nombre de la abundante vegetación autóctona, pinos y coscojos principalmente, y la Bardena Blanca obtiene el nombre de su aspecto desértico dónde abundan sales blanquecinas. Dentro de la negra cabe destacar la reserva natural "Las Caídas de la Negra" en donde abundan águilas, buitres, búhos, avutardas, zorros, gatos monteses, jinetas, anfibios y reptiles.

- Pantano de Malvecino: construido en 2004 con la finalidad de guardar agua de la acequia Cinco Villas y devolverla cuando se precise. Su peculiaridad reside en su ubicación dentro de las Bardenas Reales con su lado más próximo a Pinsoro.